# Braunia californica
Braunia californica là một loài Rêu trong họ Hedwigiaceae. Loài này được Lesq. mô tả khoa học đầu tiên năm 1865.